# Daubèze
Daubèze är en kommun i departementet Gironde i regionen Nouvelle-Aquitaine i sydvästra Frankrike. Kommunen ligger i kantonen Sauveterre-de-Guyenne som tillhör arrondissementet Langon. År 2022 hade Daubèze 147 invånare.

## Befolkningsutveckling
Antalet invånare i kommunen Daubèze
Referens:INSEE